# Keesja Gofers
Keesja Kaia Gofers (Sydney, 16 de março de 1990) é uma jogadora de polo aquático australiana.

## Carreira
Gofers ganhou a medalha de prata no Campeonato Mundial de Esportes Aquáticos de 2013 em Barcelona, Espanha, e a medalha de bronze no Campeonato Mundial de Esportes Aquáticos de 2019 em Gwangju, Coreia do Sul.
Gofers fez parte da equipe da Austrália que finalizou na sexta colocação nos Jogos Olímpicos de 2016, no Rio de Janeiro. Nos Jogos Olímpicos de Verão de 2024, em Paris, conquistou a medalha de prata no torneio feminino do polo aquático, após confronto na final contra a equipe espanhola.